# Craig Cash
Craig Cash (Manchester, Lancashire, 1960) is een Engelse scriptschrijver, producent, regisseur en acteur. Hij is vooral bekend als Dave Best uit de comedyserie The Royle Family.
In het verleden werkte Cash aan series als The Mrs. Merton Show, Early Doors en The Fast Show. In de periode 2004-2006 was hij te zien in verschillende commercials van Norwich Union Direct, een autoverzekeraar.
Sinds 2000 is hij getrouwd met Stephanie Davies.

## Filmografie
- Mrs. Merton and Malcolm Televisieserie - Malcolm (6 afl., 1999)
- Early Doors Televisieserie - Joe (12 afl., 2003-2004)
- The Royle Family Televisieserie - Dave Best (21 afl., 1998-2000, 2006)